# Sociedad Sueca de Fotografía

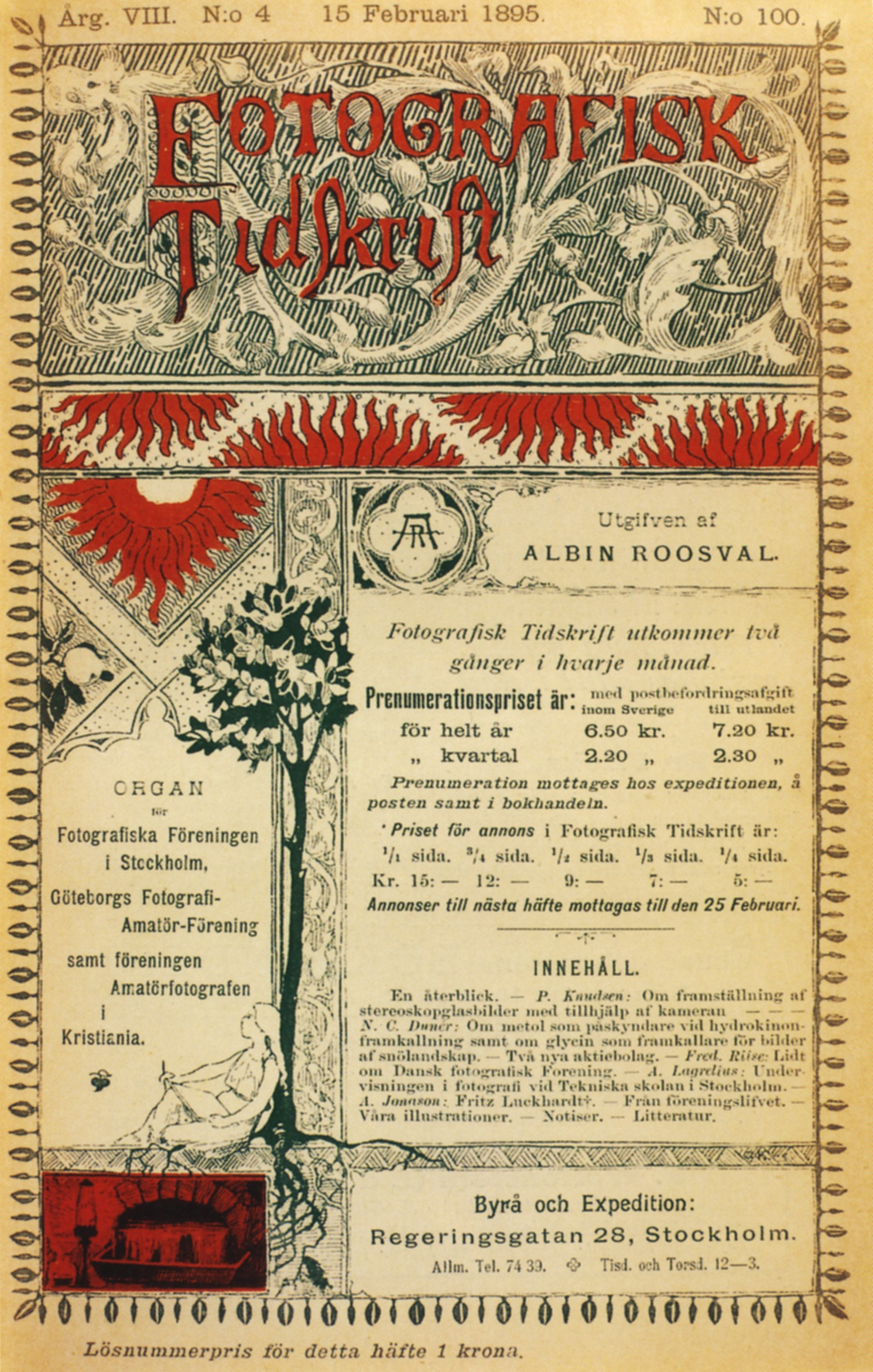
Portada del ejemplar nº 4 de Fotografik Tidskrift (Diario fotográfico), 1895

La Sociedad Sueca de Fotografía (Svenska Fotografers Förbund) es la más antigua asociación de fotógrafos profesionales en Suecia. Fue fundada en 1895.
Publica la revista Fotografik Tidskrift (Diario fotográfico) que surgió en 1888 editada por la Asociación de Fotógrafos que originó la Sociedad Sueca de Fotografía.
Desde 1996 otorga con carácter anual el premio sueco al Libro fotográfico.